# 王敬群
王敬群（1919年5月—2024年1月21日），原名王申蔼。江西吉安县人。中华人民共和国政治人物。

## 生平
早年参加中国工农红军，担任红一军团政治部巡视员，陕甘宁独立师政治部科长，共青团中央秘书长等职，参加长征。抗日战争时期，进入新四军，担任第四支队第八团第二营政治教导员、团政治处宣教股长，第五支队教导大队政治教导员，新八团、第十、第十五团政治处主任，淮南津浦路东联防司令部政治部主任，第二师第四旅政治部副主任，淮南军区直属政治处主任，第四旅第11团政治委员，淮南军区政治部地方武装工作部部长，独立旅政治部主任等职。
第二次国共内战期间，历任华中野战军第一师政治部组织部长，二旅政委兼政治部主任，华东野战军第四纵队十一师政委，第十纵队30师政委，第28军84师政委等职。中华人民共和国成立后，1950年1月任中共永安地委书记兼永安军分区政委。1952年8月任中共福建省委青年工作委员会书记兼新民主主义青年团福建省委书记。1954年，北满钢铁建设总公司副经理，江西省计委、经委副主任。1979年7月至1981年10月，任南京市委副书记兼南京市人大常委会副主任。